# Embajada de Brasil en Rusia

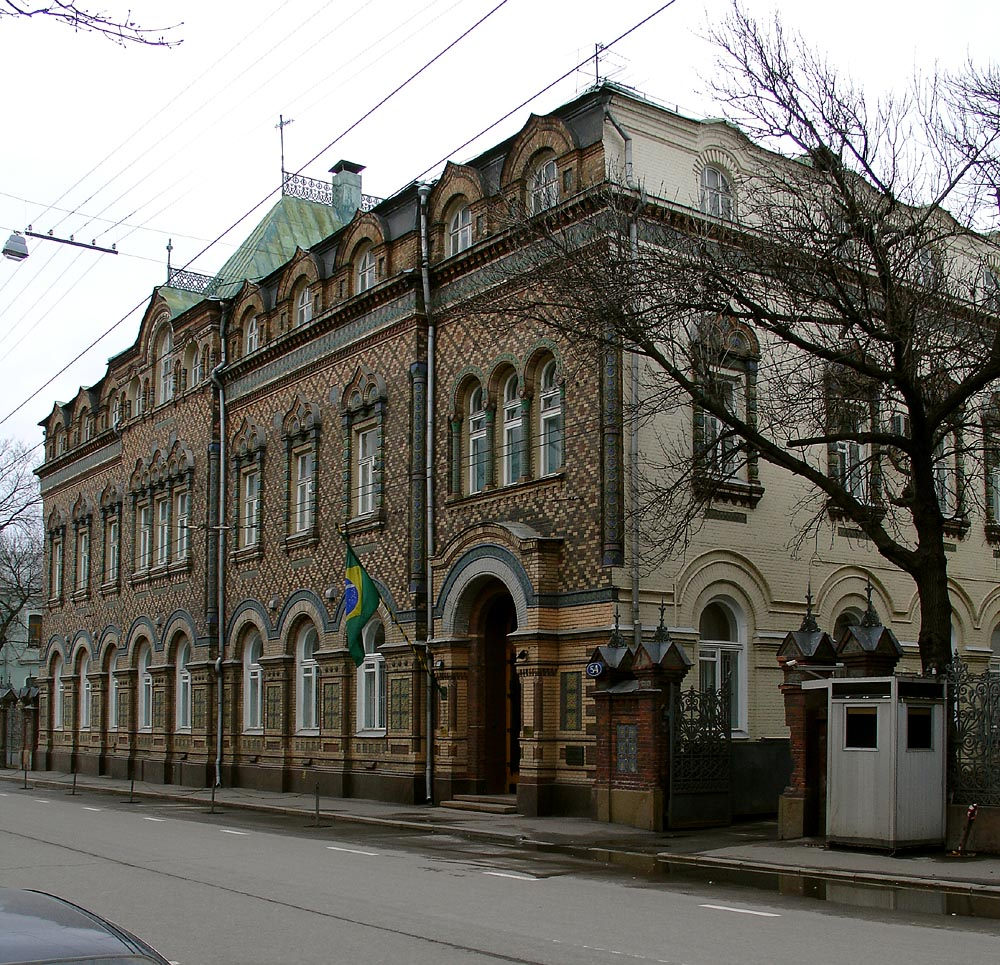
Aspecto exterior de la embajada.

La Embajada de Brasil en Rusia es la misión diplomática de la República Federativa de Brasil en la Federación Rusa. Se encuentra en el número 54 de la calle Bolshaya Nikitskaya (del ruso: ул. Большая Никитская, 54), en el distrito de Presnensky, en Moscú.
El actual embajador es Carlos Antônio da Rocha Paranhos.
La embajada se localiza en Lopatina House, edificio diseñado por el arquitecto ruso Alexander Kaminsky.